# Čurug
Čurug (serbocroata cirílico: Чуруг; húngaro: Csúrog) es un pueblo de Serbia perteneciente al municipio de Žabalj en el distrito de Bačka del Sur de la provincia autónoma de Voivodina.
En 2011 tenía 8166 habitantes. Casi todos los habitantes son étnicamente serbios.
Se conoce la existencia del pueblo desde 1238, cuando aparece en documentos del reino de Hungría. Según un documento de 1440, pertenecía al noble serbio Đurađ Branković. El pueblo siguió habitado en la época otomana, cuando dependía de la nahiya de Titel, y durante el Imperio Habsburgo, que lo integró en la Vojna Krajina. Antes de la Segunda Guerra Mundial, en este pueblo vivía una importante minoría de magiares, pero los partisanos yugoslavos asesinaron en 1944 a la mayoría de ellos, después de que los militares húngaros cometieran aquí crímenes contra civiles serbios durante la incursión de Novi Sad. Tras finalizar la guerra, el hueco dejado por las numerosas víctimas civiles en Čurug fue ocupado por nuevos habitantes serbios procedentes de la RS de Bosnia y Herzegovina.
Se ubica unos 5 km al norte de Žabalj, sobre la carretera 114 que lleva a Bečej.